# Relizane (distrito)
Relizane é um distrito da Argélia localizado na província homônima. A população total do distrito era de 148 047 habitantes, em 2008.[carece de fontes?]

## Comunas
O distrito está dividido em duas comunas:
- Relizane
- Bendaoud